# Sainte-Marguerite-de-l'Autel
Sainte-Marguerite-de-l'Autel és un municipi francès situat al departament de l'Eure i a la regió de Normandia. L'any 2007 tenia 427 habitants.

## Demografia

### Població
El 2007 la població de fet de Sainte-Marguerite-de-l'Autel era de 427 persones. Hi havia 137 famílies de les quals 23 eren unipersonals (13 homes vivint sols i 10 dones vivint soles), 36 parelles sense fills, 52 parelles amb fills i 26 famílies monoparentals amb fills.
La població ha evolucionat segons el següent gràfic:
Habitants censats

### Habitatges
El 2007 hi havia 210 habitatges, 142 eren l'habitatge principal de la família, 54 eren segones residències i 14 estaven desocupats. 208 eren cases i 1 era un apartament. Dels 142 habitatges principals, 104 estaven ocupats pels seus propietaris, 35 estaven llogats i ocupats pels llogaters i 3 estaven cedits a títol gratuït; 2 tenien una cambra, 6 en tenien dues, 20 en tenien tres, 52 en tenien quatre i 62 en tenien cinc o més. 125 habitatges disposaven pel capbaix d'una plaça de pàrquing. A 54 habitatges hi havia un automòbil i a 75 n'hi havia dos o més.

### Piràmide de població
La piràmide de població per edats i sexe el 2009 era:
| Homes | Edats   | Dones |
| ----- | ------- | ----- |
| 0     | 95 o +  | 4     |
| 0     | 90 a 94 | 0     |
| 4     | 85 a 89 | 8     |
| 0     | 80 a 84 | 4     |
| 0     | 75 a 79 | 12    |
| 4     | 70 a 74 | 8     |
| 4     | 65 a 69 | 8     |
| 12    | 60 a 64 | 4     |
| 8     | 55 a 59 | 8     |
| 16    | 50 a 54 | 16    |
| 20    | 45 a 49 | 12    |
| 12    | 40 a 44 | 32    |
| 12    | 35 a 39 | 20    |
| 32    | 30 a 34 | 12    |
| 4     | 25 a 29 | 4     |
| 24    | 20 a 24 | 8     |
| 8     | 15 a 19 | 20    |
| 12    | 10 a 14 | 8     |
| 4     | 5 a 9   | 16    |
| 8     | 0 a 4   | 8     |

## Economia
El 2007 la població en edat de treballar era de 283 persones, 196 eren actives i 87 eren inactives. De les 196 persones actives 180 estaven ocupades (97 homes i 83 dones) i 16 estaven aturades (6 homes i 10 dones). De les 87 persones inactives 19 estaven jubilades, 13 estaven estudiant i 55 estaven classificades com a «altres inactius».

### Ingressos
El 2009 a Sainte-Marguerite-de-l'Autel hi havia 163 unitats fiscals que integraven 442,5 persones, la mediana anual d'ingressos fiscals per persona era de 18.118 €.

### Activitats econòmiques
Dels 10 establiments que hi havia el 2007, 1 era d'una empresa alimentària, 1 d'una empresa de fabricació d'altres productes industrials, 2 d'empreses de construcció, 1 d'una empresa de comerç i reparació d'automòbils, 1 d'una empresa d'hostatgeria i restauració, 1 d'una empresa d'informació i comunicació, 1 d'una empresa financera, 1 d'una empresa de serveis i 1 d'una entitat de l'administració pública.
Els 2 serveis als particulars que hi havia el 2009 eren paletes.
L'únic establiment comercial que hi havia el 2009 era una fleca.
L'any 2000 a Sainte-Marguerite-de-l'Autel hi havia 14 explotacions agrícoles que ocupaven un total de 714 hectàrees.

## Equipaments sanitaris i escolars
El 2009 hi havia una escola maternal integrada dins d'un grup escolar amb les comunes properes formant una escola dispersa.

## Poblacions més properes
El següent diagrama mostra les poblacions més properes.